# National League 1887
National League 1887 var den 12. sæson i baseballligaen National League, og ligaen havde deltagelse af otte hold, der hver skulle spille 126 kampe i perioden 28. april – 8. oktober 1887. I forhold til sæsonen før var holdet Kansas City Cowboys blevet lukket, og som erstatning optog ligaen Pittsburgh Alleghenys fra American Association. Endvidere var St. Louis Maroons flyttet til Indianapolis og spillede herefter under navnet Indianapolis Hoosiers.
Mesterskabet blev vundet af Detroit Wolverines, som vandt 79 og tabte 45 kampe, og som dermed vandt National League for første gang.

## Resultater
| Plac. | Hold                    | Kampe | Vundne | Uafgj. | Tabte | Proc.  |
| ----- | ----------------------- | ----- | ------ | ------ | ----- | ------ |
| 1.    | Detroit Wolverines      | 126   | 79     | 2      | 45    | 63,7 % |
| 2.    | Philadelphia Phillies   | 128   | 75     | 5      | 48    | 61,0 % |
| 3.    | Chicago White Stockings | 127   | 71     | 6      | 50    | 58,7 % |
| 4.    | New York Giants         | 129   | 68     | 6      | 55    | 62,3 % |
| 5.    | Boston Beaneaters       | 126   | 61     | 5      | 60    | 50,4 % |
| 6.    | Pittsburgh Alleghenys   | 125   | 55     | 1      | 69    | 44,4 % |
| 7.    | Washington Nationals    | 126   | 46     | 4      | 76    | 37,7 % |
| 8.    | Indianapolis Hoosiers   | 127   | 37     | 1      | 89    | 29,4 % |